# 伴野荘 (信濃国佐久郡)
伴野荘（とものしょう）は、信濃国佐久郡（現在の長野県佐久市伴野）にあった荘園。
千曲川左岸の野沢平、後に南佐久郡と称された地域の大部分を占める荘園であるが、大井荘・平賀郷との境界が錯綜しているため、正確な荘域は不明。諏訪大社の神役注文などの史料から、伴野、野沢、臼田、海野口、大石、鷹野、小宮山、下県、桜井、三塚、大日向などの諸郷村が含まれていたことが判明している。同じ信濃国に伴野荘（伊那郡）が存在するため、「佐久伴野荘」とも表記される。

## 歴史
『吾妻鏡』文治2年3月12日（1186年4月3日）条に後白河法皇から源頼朝に示された「関東御知行国々内乃具未済庄々注文」にその名が見られる。当時の領家は藤原基家、地頭は小笠原長清であった。同4年9月22日（1188年11月3日）条では、頼朝が長清に滞納する年貢をおさめるように命じたことを藤原経房に進上した。その後本家は後白河法皇の孫である後鳥羽上皇、領家は基家の娘で守貞親王（後の後高倉院）の妃であった陳子（後の北白川院）に継承された。ところが、承久の乱の後に鎌倉幕府によって後鳥羽上皇の荘園が守貞親王のものとなり、親王と陳子の娘である利子内親王（式乾門院）は父から本家職、母から領家職を継ぐことになる。その後、利子内親王の姪である暉子内親王（室町院）がこれを継承した。
一方、地頭職は小笠原長清の六男小笠原時長が継承して伴野氏を名乗ったが、弘安8年（1285年）の霜月騒動で縁戚の安達氏に連座して北条氏に地頭職を奪われた。嘉暦4年（1329年）の諏訪大社上社頭役・造営に関する文書からは、大沢・鷹野郷が北条氏、三塚・小宮郷が名越氏、桜井・野沢・臼田郷が金沢氏、下県郷が足利氏の所領となっていたことが窺える。
霜月騒動の少し前である弘安2年（1279年）の冬、善光寺に向かう途中であった一遍が、伯父の河野通末の配流先であった伴野荘を訪れ、この地の市場において初めて踊念仏を行ったと『一遍聖絵』にある。
暉子内親王没後の乾元元年（1302年）、その遺領は「室町院領」として再編されて伏見上皇のものとなり、以降本家職・領家職を持明院統が継承した。元徳2年（1330年）、持明院統の花園上皇は領家職を大徳寺に寄進、3年後の元弘の乱で北条氏が滅亡して地頭職が大覚寺統の後醍醐天皇によって没収されると、天皇はこれを大徳寺に寄進したため、領家職・地頭職は大徳寺のものとなった。建武元年（1335年）10月、伴野荘の雑掌が大徳寺に年貢注文を注進しているが、それによると同地では代銭納が進んでおり毎年銭約7,600文が惣年貢（領家分+地頭分）が納められていた。しかし南北朝時代には、足利尊氏に従って倒幕に参加した伴野氏が、地頭職回復を求めて押領したため、建武2年（1335年）に大徳寺が雑訴決断所に訴えたが、悪党の蜂起などによって支配が不安定になり、貞和5年（正平4年:1349年）に小槻匡遠が大徳寺に対して伊勢神宮への役夫工米課税の田数を注進したことの記録を最後に姿を消した。